# 墨西哥芝士馅饼
墨西哥馅饼（西班牙語：Quesadilla）是墨西哥菜的一种。它通常是由面粉或者玉米面粉制成的薄饼夹着起司烤製而成的。混合的香料和蔬菜也经常夹在薄饼中烤製。一整份的墨西哥馅饼一般是两片薄饼中间夹着起司，也可以是一片薄饼对折成半月形，将起司放入其中。

## 历史
墨西哥芝士馅饼起源于被殖民时期的墨西哥。由于人们不停的试着做新的品种和花样，墨西哥芝士馅饼已经改变了很多。墨西哥芝士馅饼通常在墨西哥餐厅出售。

## 种类

### 最初的（墨西哥）芝士馅饼
在中部和南部的墨西哥，芝士馅饼是一张很平很圆的玉米做的薄饼，烤软了之后对折在中间填入食材。通常这些薄饼里加入的是墨西哥牵丝乳酪，这是一种通过类似于制作拉面的做法制成的乳酪。之后馅饼被放在平底锅裡烤，直到奶酪融化。一般烤製的时候锅中不加入任何额外的食用油。食用的时候，人们一般还会与绿萨尔撒辣酱、红萨尔撒辣酱、切碎的洋葱或者鳄梨酱一起吃。虽然牵丝奶酪是最常见的馅，很多其他的食材也经常被用来与奶酪一起加入餅中，甚至用来代替奶酪。这些食材包括熟的蔬菜，比如馬鈴薯和西班牙腊肠、櫛瓜花、蘑菇、土荊芥、玉米黑粉菌，和不同种类的熟的肉，比如炸猪皮，与香料做成的鸡肉丝或者牛肉丝，或者猪肉。在某些地方，除了馅饼内的馅，芝士馅饼上面还会摆放一些其他的食材。鳄梨、鳄梨酱、切碎的洋葱、番茄、圣纳罗辣椒、香菜是最为常见的。萨尔撒辣酱也可以被放在馅饼上。 

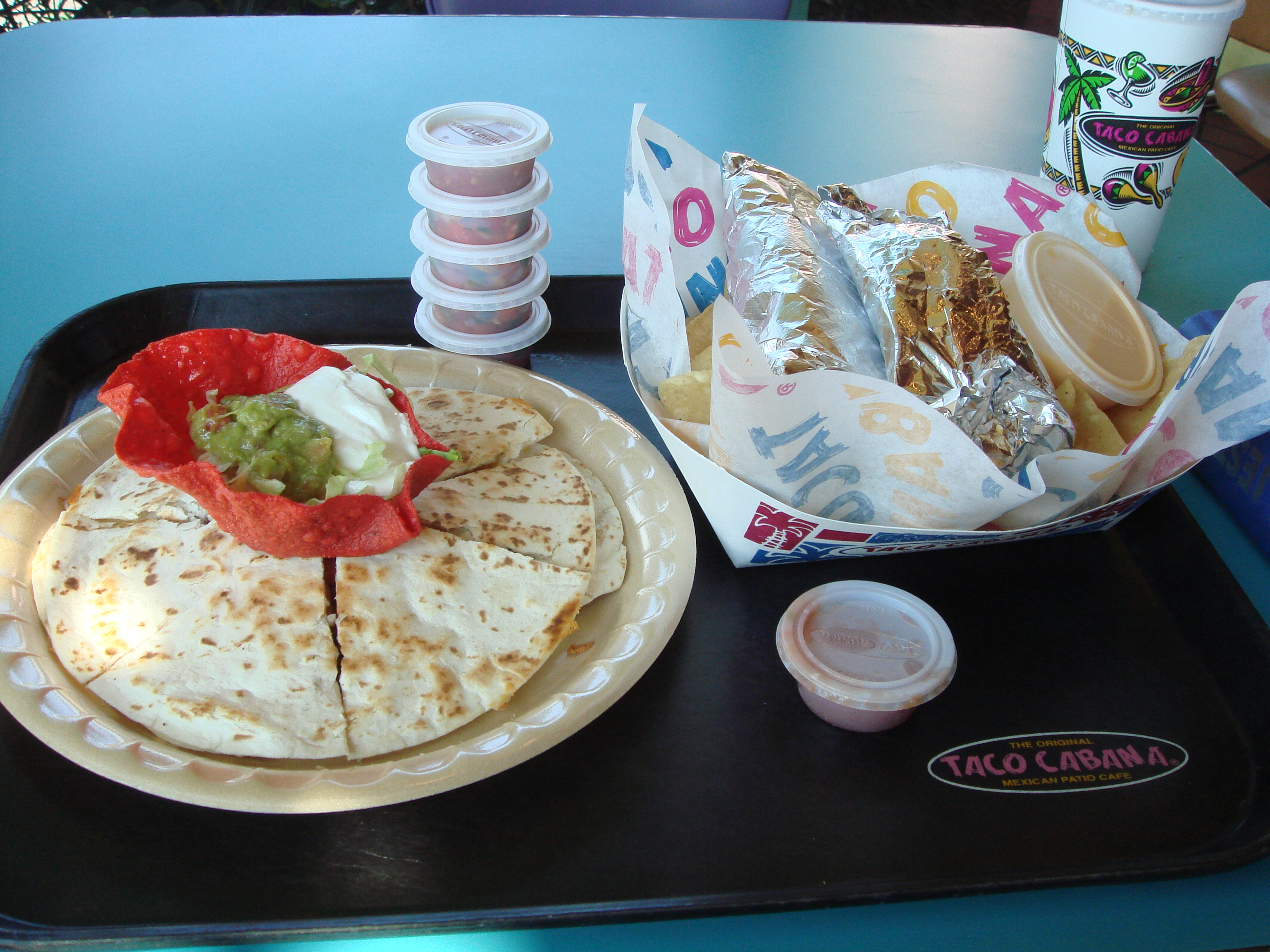
A whole quesadilla

传统上，墨西哥芝士馅饼是在烤盘上烤的，这个烤盘也会用于制作薄饼。也有油炸制成的薄饼。油炸和烤制成的馅饼最主要的不同是，烤製的馅饼是先将材料放在折叠好的餅中，在烤到里面的芝士融化。而油炸的馅饼类似于点心糕饼，制法是在生的玉米薄饼里加入馅再对折薄饼，然后封口放入油里面炸，直至表面变得金黄酥脆。
其他的变种包括，特别是在墨西哥北部，是用小麦面粉制成的薄饼。小麦面团是最常见代替玉米的材料。除了面饼不同，馅料和做法与传统的墨西哥馅饼是一样的。
有时，火腿和芝士被夹入两片薄饼中间，然后切成一块一块的，这种馅饼叫做sincronizada。虽然sincronizada在外表上与墨西哥芝士馅饼非常相近，但是与墨西哥芝士馅饼quesadilla被认为是两种食物。sincronizada经常被与墨西哥芝士馅饼混淆是因为在非墨西哥本土的墨西哥餐厅中，sincronizada被叫做墨西哥芝士馅饼。

### 美国
墨西哥芝士馅饼在美国的西南部是很受欢迎的，在这些地区，墨西哥芝士馅饼与烤芝士三明治类似。墨西哥芝士馅饼的做法与传统正宗的墨西哥芝士馅饼的做法基本一致，只是当地食材会被加入馅中，甚至火鸡。在烤盘上加热薄饼，再翻面，在上面撒上碎芝士，比如蒙特瑞傑克芝士Monterey Jack、车打芝士Cheddar Cheese、或者杰克芝士Colby Jack Cheese。当芝士融化后，其他食材就会被加入，比如切成丝的肉、青椒、洋葱、或者鳄梨酱，然后被折叠就可以食用了。
另一种准备方法是用两片薄饼夹着芝士和其他的食材，将这一整个类似于三明治的东西放在涂过油的烤盘上烤，直至芝士融化。这种馅饼经常切成一块一块的三角形。家用的制作墨西哥芝士馅饼的电器就是用来制作这种芝士馅饼的，但是这种电器不需要油并且能两面一起烤。这种馅饼类似于sincronizada，但是不同的是，在美国，墨西哥芝士馅饼经常会加入牛肉或者鸡肉或者其他的肉类来代替火腿。这种馅饼在墨西哥却被叫做Gringa。当然，在美国的西南部有其他种类的墨西哥芝士馅饼。

### 变化
墨西哥芝士馅饼已经被改变成不同的风格。在美国，很多餐厅用自己的方法将墨西哥芝士馅饼稍作修改，作为餐前小食出售。有些墨西哥芝士馅饼中加入了羊奶芝士、黑豆、青椒、洋葱、菠菜、櫛瓜或者豆腐。一种斯堪的纳维亚的零食，是用lefse（一种用馬鈴薯制成的薄饼）加入布利乳酪和越橘果酱制成的。甚至有甜点版的墨西哥芝士馅饼，是用巧克力、咸味奶油糖、太妃糖，和不同的水果制作的。

## 延伸
- List of maize dishes
- List of Mexican dishes